# Relações entre Belize e Brasil
As relações entre Belize e Brasil são as relações bilaterais entre Belize e Brasil. Belize tem uma embaixada em Brasília, enquanto o Brasil tem uma embaixada em Belmopan.